# Шаррукін II
Саргон II або ж Шаррукін, також відомий як Шаррукін-арку (аккад. Шаррукін, досл. «справжній цар», Шаррукін-арку — «пізній Шаррукін») — цар Ассирії у 722-705 до н. е., цар Вавилонії у 710–705 до н. е.

## Життєпис
Офіційно вважався молодшим сином Тіглатпаласара III, чи це дійсно так чи ні невідомо. Щоправда в своїх надписах він не згадує батька, тож існують припущення, що насправді він був узурпатором який захопив престол. Дуже промовистим є також його ім'я Шаррукін, тобто істинний цар. Як відомо Саргон Аккадський узяв те ім'я, аби приховати своє незнатне походження і попри те, що він став легендарною особистістю наступники це ім'я не використовували. Тож те, що через півтори тисячі років цим іменем назвався цар, щодо якого існують сумніви в законності навряд чи є випадковістю.
Саргон II вступив на престол після смерті Шульману-ашареда V 722 року до н. е.. Найімовірніше влада дісталася йому внаслідок вдалого перевороту під час якого і загинув Шульману-ашаред. Про період правління Шаррукіна II збереглось багато глиняних документів.
Зовнішньополітична ситуація на початку правління Шаррукіна була складною. Скориставшись переворотом в Ассирії у Вавилонії владу захопив халдейський вождь Мардук-апла-іддіна II, правитель області Біт-Якін, який зміг об'єднати халдейські племена. На півночі отямилося від розгрому при Тіглатпаласарі ІІІ Урарту. В Сирії виникла нова антиассирійська коаліція.
Розпочав Шаррукін традиційно з військового походу. В перший же рік правління зруйнував столицю Ізраїльського царства Самарію, і забрав у полон 27 тисяч родин які розселив у Месопотамії, Ассирії та Мідії, що пізніша традиція описує як ассирійський полон 10 ізраїльських племен. На місце виселених було переселено колоністів з завойованих провінцій Нижнього Тигру, їхні нащадки пізніше стали новим народом — самаритянами. Однак цим війна в Ханаані не завершилася — фінікійське місто Тір, розташоване на острові, запекло опиралося. трирічної облоги тірський цар Елулай визнав владу Шаррукіна і заплатив велику данину.
У внутрішній політиці аби привернути до себе населення підтвердив та збільшив пільги стародавніх міст та храмів яких їх позбавив його попередник Шальману-ашаред V.
Мардук-апла-іддін ІІ уклав угоду з Еламом і перший похід на Вавилонію в 720 році до нашої ери був невдалий. В кривавій битві при Дері ассирійські війська зазнали поразки від об'єднаної вавилонсько-еламської армії і відступили. Ассирійському царю довелося на певний час відмовитися від претензій на південне Межиріччя.
Однак Шаррукін отримав перемогу на іншому фронті — у Леванті. 720 року до нашої ери там вибухнуло велике повстання яке очолив Ілубіді цар Хамату, до нього приєдналися Дамаск, Арпад, Сімірра та ізраїльтяни. Повстанців підтримували єгиптяни. Однак в другій битві при Каркарі ассирійці розгромили сили коаліції. Хамат було взято штурмом, Ілубіді полонили і стратили, а місцеве населення було винищене з показовою жорстокістю. Пізніше ассирійці при Рафії розбили армію фараона Шабака та філістимлянське військо царя Гази Ганона, а потім пройшли через усю Палестину аж до єгипетського кордону. Наляканий фараон прислав Шаррукіну подарунки. Завдяки цьому успіхові цар знову приєднав до своєї держави південну Сирію. Війна в Леванті тривала до 718 року до нашої ери. В 717 Шаррукін розбив Пісіріса, царя Новохетське царство зі столицею в Каркемиші, й перетворив цю державу на ассирійську провінцію. Після цього основний напрямок походів змінився на північний — проти Урарту. Тим часом з-за Кавказу прийшли нові вороги — кімерійці. Однак для Урарту вони були значно небезпечніші ніж для розташованої південніше Ассирії. Ймовірно Шаррукін скористався ослабленням урартів у війнах з кочівниками. Відомо що в 715 році ассирійський цар завоював 22 урартські фортеці. В 714 році до нашої ери Шаррукін повів свої війська на схід від Урарту, обійшовши зі сходу озеро Урмію. Урартський цар Руса вирішив скористатися з цього і зайти ассирійцям в тил. Очевидно саме на це і розраховував Шаррукін. Завдяки добре організованій розвідці він знав про рух та місцезнаходження урартського війська. Тож узявши задля мобільності лише колісниці та кінноту він вирушив на захід. Ассирійцям вдалося захопити військо Руси зненацька і в запеклому, але короткому бою розгромити його, так що сам урартський цар ледь втік. Після цього ассирійське військо вже без опору розграбувало Урарту та васальні йому князівства. Завдяки несподіванному маневрові через лісисті гори Шаррукін зненацька захопив Мусасір де знаходився головний храм верховного божества урартів бога Халді. Ассиріці захопили величезну здобич і угнали понад 20 тисяч полонених. Взнавши про розграбування Мусасіру урартський цар Руса заколовся чингалом. Державному культу Урарту та авторитету його царів який на нього спирався було завдано непоправного удару — Урарту назавжди втратило статус «великої держави» і почало хилитися до незворотного занепаду.
Три роки після того полководці Шаррукіна ходили походами на захід та схід Сонця. Остаточно було підкорено Мідію де виникло кілька областей з ассирійською владою та гарнізонами. Сам цар увесь цей час готувався до війни на півдні.
Найбільшим військовим досягненням Шаррукіна було остаточне підкорення Вавилонії. У 710 році до нашої ери ассирійські війська посунули на південь двома групами — одна мала відрізати Вавилонії від головного собзника — Еламу, а інша на чолі з самим царем йшла прямо на Вавилон. Готуючися до війни з Ассирією Мардук-апла-іддін будував фортеці та збільшив армію. Усе це вимагало грошей і заради цього були підняті податки, що викликало незадоволення населення. Тому багато хто у Вавилонії був радий приходу Шаррукіна. Міста Вавилонії перейшли на його сторону.
На підступах до самого Вавилону ассирійців чекав Мардук-апла-іддін на чолі свого війська. В запеклій битві ассирійці перемогли і Мардук-апла-іддіну довелося відступати до Примор'я (колишнього Шумеру).
Ассирійський цар мирно увійшов до Вавилону де коронувався. Свого сина Сіннахеріба він одружив зі знатною вавилонянкою. Були звільнені з ув'язнення представники вавилонської знаті які не визнали свого часу владу халдейського вождя Мардук-апла-іддін. Після цього Шаррукін пішов на приморську область Біт-Якін і захопив її, а 90 тисяч жителів звідти виселив до Ассирії. В 707 році Шаррукін з величезною здобиччю повернувся до Ассирії і наказав збудувати собі нову столицю Дур-Шаррукіна (Фортеця Шаррукіна) на північ від Ніневії. У величезному будівництві брали участь десятки тисяч людей. У центрі нового міста знаходився палац царя з 200 приміщень прикрашений барельєфами та величезними статуями крилатих людиноголових биків.
Помер Шаррукін в 705 році до нашої ери під час походу на Табал, за деякими відомостями загинув у бою.
Дії Саргона II завжди були ретельно підготовлені в його резиденції, Дур-Шаррукіні, збереглися клинописні таблички з розвідувальними донесеннями з Урарту.

## Цікаві факти
Однією з найцікавіших археологічних знахідок на території Давньої Ассирії залишається залізосховище, виявлене в резиденції царя Саргона II (VIII ст. до Р. Х.) у Дур-Шаррукіні. Приміщення мало розміри 5х2,5х1,5 м й було повністю заповнене залізними крицями. Їх форма нагадувала великих риб із наскрізним отвором на місці ока, в яке при транспортуванні просували ремінь й прив'язували до вантажного сідла. Ці свідоцтва розвинутої металургії Ассирії зараз можна побачити в експозиції Лувру.